# دهستان گرمادوز شرقی
دهستان گرمادوز شرقی یکی از دهستان‌های استان آذربایجان شرقی است که در بخش گرمادوز شهرستان خداآفرین واقع شده‌است.